# Potentilla wheeleri
Potentilla wheeleri är en rosväxtart som beskrevs av S. Wats.. Potentilla wheeleri ingår i Fingerörtssläktet som ingår i familjen rosväxter. Inga underarter finns listade i Catalogue of Life.